# Dança persa

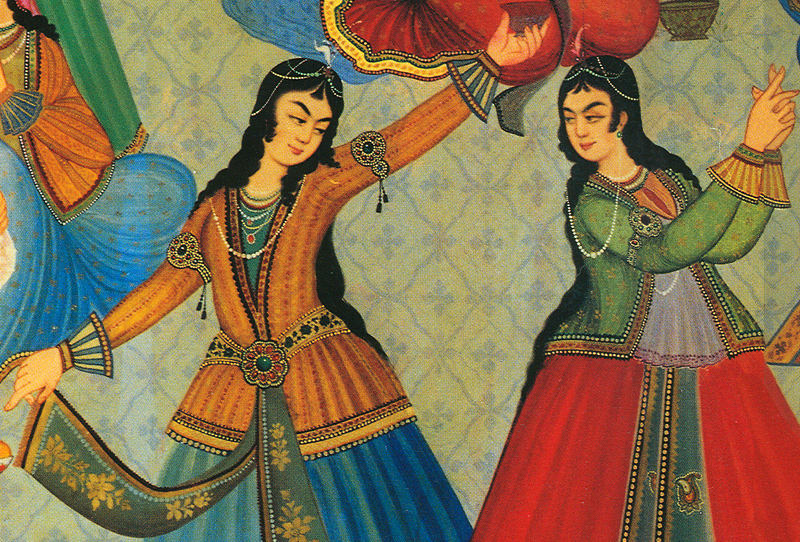
A dança é historicamente entrelaçada com muitas culturas ao redor do mundo. Aqui, as mulheres persas do século dezasseis dançam em uma cerimonia no Irão.

A dança persa ou a dança iraniana (em língua persa: رقص ایرانی) refere-se aos estilos de dança nativa do Irão. Os géneros de dança no Irão variam dependendo da área, da cultura e da língua da população local, desde reconstruções sofisticadas de danças refinadas de corte até danças folclóricas energéticas. A população do Irão inclui muitos grupos étnicos, como curdos, azerbaijano, turcomano, judeus, arménios, georgianos, bem como numerosos grupos tribais iranianos que podem ser encontrados nas fronteiras do atual Irão. Cada grupo, região e época histórica tem estilos de dança específicos associados. Raghs (também escrito como Raqs) é a palavra árabe para a dança, e é quase exclusivamente a palavra usada para a dança em persa, já que a palavra persa para a dança, "paykubi", não é mais útil comum. É também a palavra no Azerbaijão para a dança (Reqs). A palavra curda para a dança é "Halperke", e Lorestan lurs usa a palavra "Bākhten" (ou Bāzee) para a dança.

## História
A mais antiga dança persa investigada é uma dança que cultiva Mita em que um touro foi sacrificado. Este culto tornou-se mais adepto do Império Romano. Elbaile era promover vigor na vida. A antiga dança persa foi investigada de forma significativa pelo historiador grego Heródoto, em seu livro Livro IX (Calíope), no qual descreve a história dos impérios asiáticos e das guerras persas até 478 a.C. A antiga Pérsia foi ocupada por potências estrangeiras, primeiro os gregos, depois os árabes e depois os mongóis e, por sua vez, a instabilidade política e as guerras civis ocorreram. Ao longo dessas mudanças, houve um lento desaparecimento das tradições da dança e do património.
Após a queda do Império Persa, quando o país foi destruído, mulheres e meninas iranianas foram escravizadas por novos conquistadores, muitas vezes forçados a escravidão sexual e forçados a dançar erótica para novos governantes. A proibição religiosa de dançar no Irão veio com a propagação do Islão, mas foi estimulada por eventos históricos. A proibição religiosa da dança aumentou e caiu ao longo dos anos, mas após a revolução iraniana em 1979, a dança já não era permitida por causa da frequente mistura de sexos. A companhia nacional de balé iraniano se separou e seus membros emigraram para diferentes países. Como resultado, muitas das talentosas dançarinas persas se mudaram para o Ocidente e se espalharam principalmente em toda a Europa e nos Estados Unidos, e a nova geração de bailarinas e artistas de balé iranianos cresceu na diáspora.

## Géneros de baile
O Irão tem quatro categorias de dança e esses géneros são; danças de linha ou corrente, dança de improvisação individual, danças de guerra ou de combate e danças rituais ou espirituais.
- As danças em linha ou em cordas são frequentemente chamadas pela região ou grupos étnicos com os quais estão associados.[1]
- A dança de improvisação individual geralmente inclui influências dos Safavidas e Qajar Court Dance. Muitas vezes são danças improvisadas e usam movimentos delicados e elegantes de mãos e braços, como círculos de pulso.[1]
- As danças de guerra ou combate imitam o combate ou ajudam a treinar o guerreiro. Pode-se argumentar que os homens zurkhaneh, um ginásio tradicional de estilo persa chamado "Casa de Força" e seus movimentos de treinamento de luta ritualizados são conhecidos como uma espécie de dança chamada "Raghs-e-Pa", mas também pode ser visto como uma arte marcial.[1][6]
- As danças rituais ou espirituais, muitas vezes os sufis, são conhecidas como 'sama' e também um tipo de 'zikr' (música religiosa).[1] Existem vários tipos de dança de trance para práticas de cura no Irão e nas áreas circundantes. Um ritual de cura envolvendo trance, música e movimento é chamado "le'b guati" dos Baluchis do Irão do leste, que é realizado para livrar uma pessoa possuída por um espírito e parece ser um estado semelhante ao de um exorcismo.[2] Há um termo em Balochi "gowati" para pacientes psicologicamente doentes - possuídos pelo vento - que se recuperaram através da cura musical.[7]